# Ribadavia
Cet article possède un paronyme, voir Rivadavia.

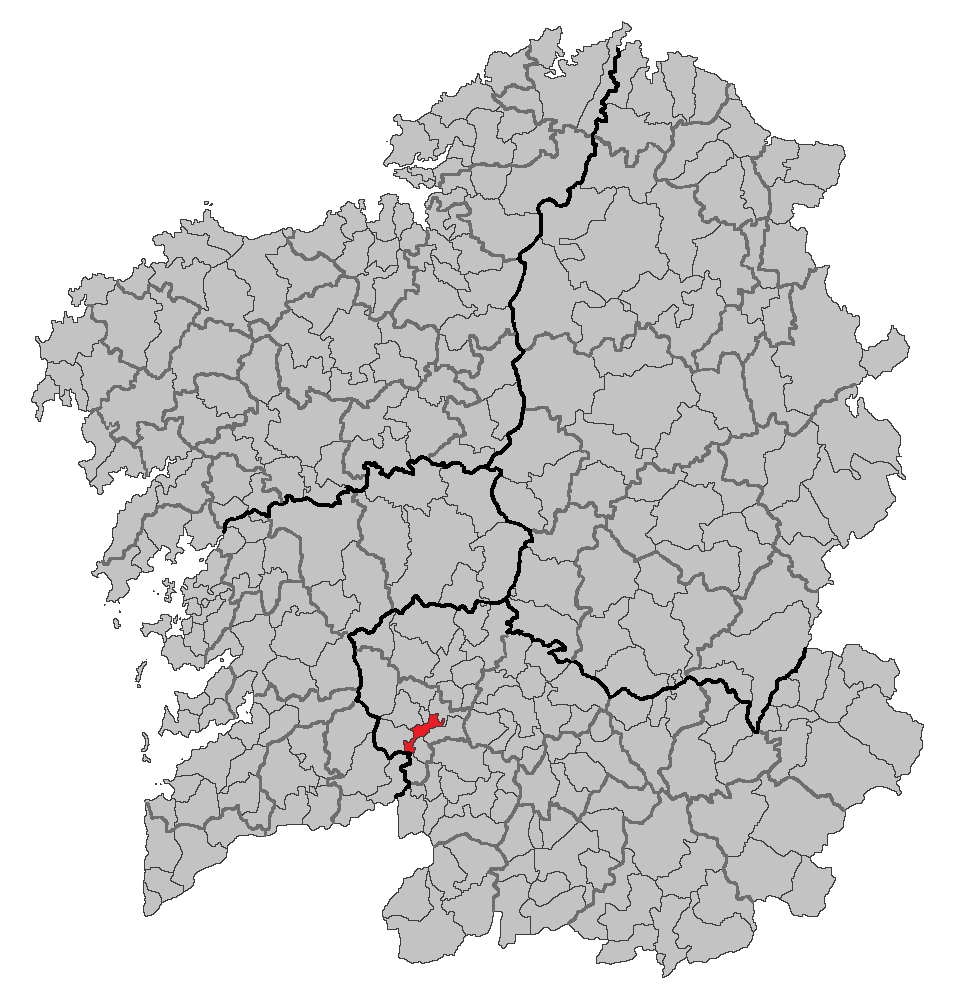
Localisation de Ribadavia en Galice

Ribadavia est une commune de Galice (Espagne), dans la province d'Ourense. C'est la commune chef lieu de la comarque d'O Ribeiro. Ribadavia est réputée en Galice comme ville historique, artistique et culturelle.

## Les Hospitaliers
La ville médiévale est l'ancienne capitale du royaume de Galice entre 1065 et 1071, pendant le règne de Garcia de Galice. Les Hospitaliers y avaient une commanderie qui dépendait du grand prieuré de Castille et León.

## Divisions administratives
La commune est divisée en six paroisses.
- Campo Redondo
- Esposende
- Francelos
- Regodeigón
- Ribadavia (San Domingos e de Fóra) paroisse siège du conseil municipal
- Sanín
- Ventosela

## Événements culturels
La ville a été au cours de son histoire lieu d'événements historiques marquants du sud-ouest de la péninsule ibérique. La vie de la cité est jalonnée durant toute l'année, depuis le milieu du XXe siècle, d'événements commémoratifs de son histoire et de ses traditions. La fête de l'histoire et la foire du vin du Ribeiro sont des manifestations d'intérêt touristique national.

### La fête de l'histoire,Festa da Istoria

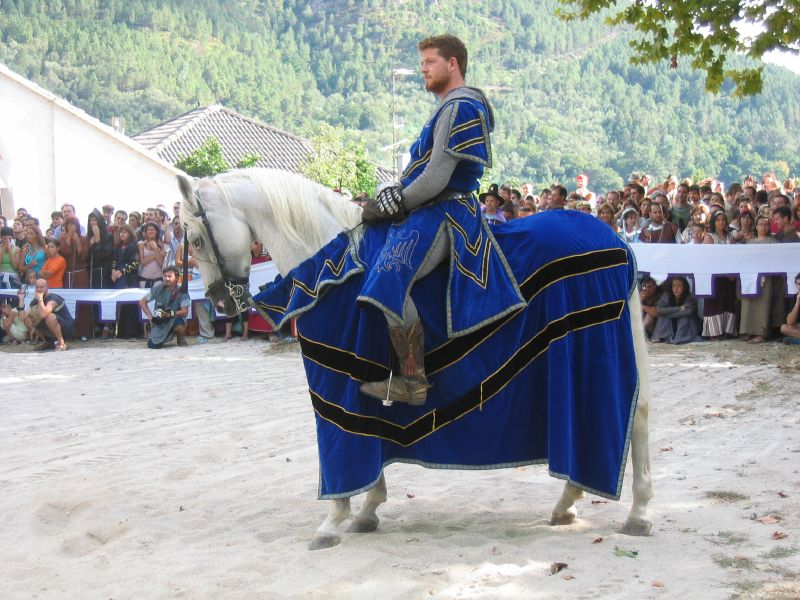
Chevalier du tournoi de 2005

C'est une fête d'ambiance médiévale d'origine juive à laquelle participe la population de la ville et de toute la comarque. Cette fête a lieu tous les ans à la fin du mois d'août ou en septembre. C'est un évènement intégré aux fêtes de la Vierge du Portail, la Patronne du Ribeiro, qui commémore les traditions ancestrales et historiques du passé de la ville et des environs. Toutes les rues de la ville se décorent au goût du Moyen Âge, la population s'habille avec des vêtements d'époque, certains achats, location de costumes d'époque, nourriture, etc., peuvent se faire en maravédis, pour recréer une ambiance médiévale. À cet effet s'ouvre "une banque de troc", pour obtenir les maravédis nécessaires aux achats. Durant la fête on réalise de nombreux actes de promotion de métiers artisanaux ou disparus, des expositions d'objets médiévaux, ainsi que d'autres activités relatives à l'époque médiévale, en particulier des jeux pour les enfants. Les actes centraux sont le Tournoi Médiéval, la simulation d'une "Noce Juive", et un "Dîner Médiéval" qui clôt la fête.

### La foire du vin du Ribeiro,Feira do viño do Ribeiro
Suivant les années la Feira do viño do Ribeiro  se déroule la dernière semaine d'avril ou la première semaine de mai. Elle donne lieu à des manifestations variées pour promouvoir le vin de la région. De nombreuses activités festives sont organisées durant toute la semaine.

### Festival international de théâtre,Mostra Internacional de Teatro

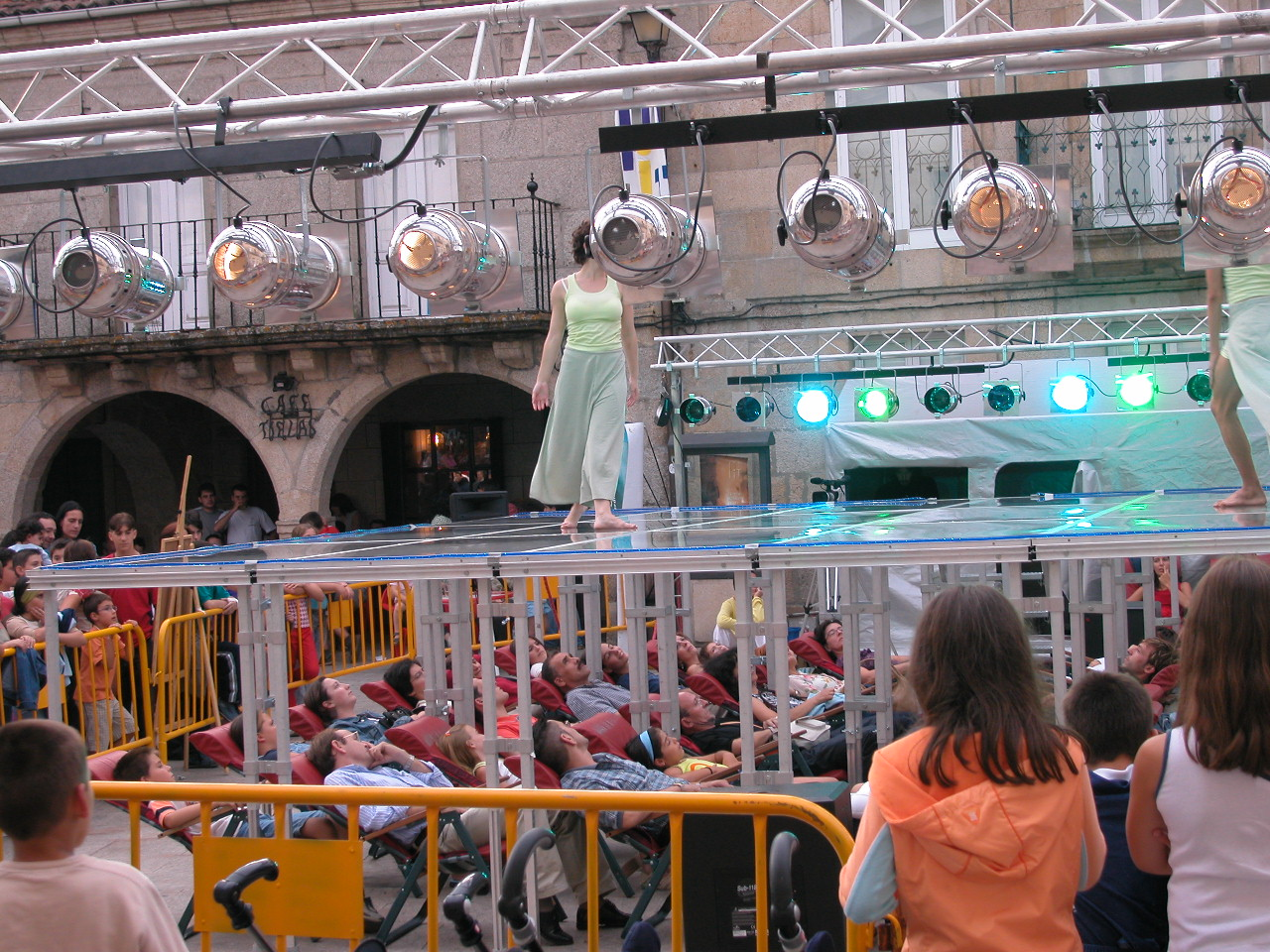
Une des représentations de 2003 du festival international de Théâtre de Ribadavia.

Le festival international de théâtre de Ribadavia (Mostra Internacional de Teatro) dont l'acronyme lui sert de nom la MIT, a lieu durant l'une des semaines de la deuxième quinzaine de juillet, en 2011 la 27e édition a lieu du 15 au 23 juillet. Le festival est ouvert à tous les arts de la scène.
Le festival accueille des troupes de théâtre du monde entier, majoritairement des artistes des autres régions d'Espagne, du Portugal et des pays d'Amérique latine, en particulier d'Argentine. En 2011 la France et l'Italie sont aussi présentes. La compagnie française Démons et Merveilles fait deux représentations de son spectacle de rue Les Poules (As Galiñas en galicien) le samedi 23 juillet.
Les représentations ont lieu dans le centre-ville historique et à l'intérieur des ruines du château.

## Le château de Ribadavia
Il s'agit des ruines du château, des comtes de Ribadavia, appartenance à la famille Sarmiento. C'était un château de grandes dimensions, relativement à l'époque. En décembre 2010 un marché de travaux a été conclu, pour un budget de 159 000 euros pour consolider des niveaux de structure et permettre des activités à l'intérieur du château et à l'intérieur de l'enceinte de l'ancien château des Sarmiento.
Son origine remonterait aux premiers temps de la Reconquista, son existence est attestée au XIIe.

## Galerie d'images

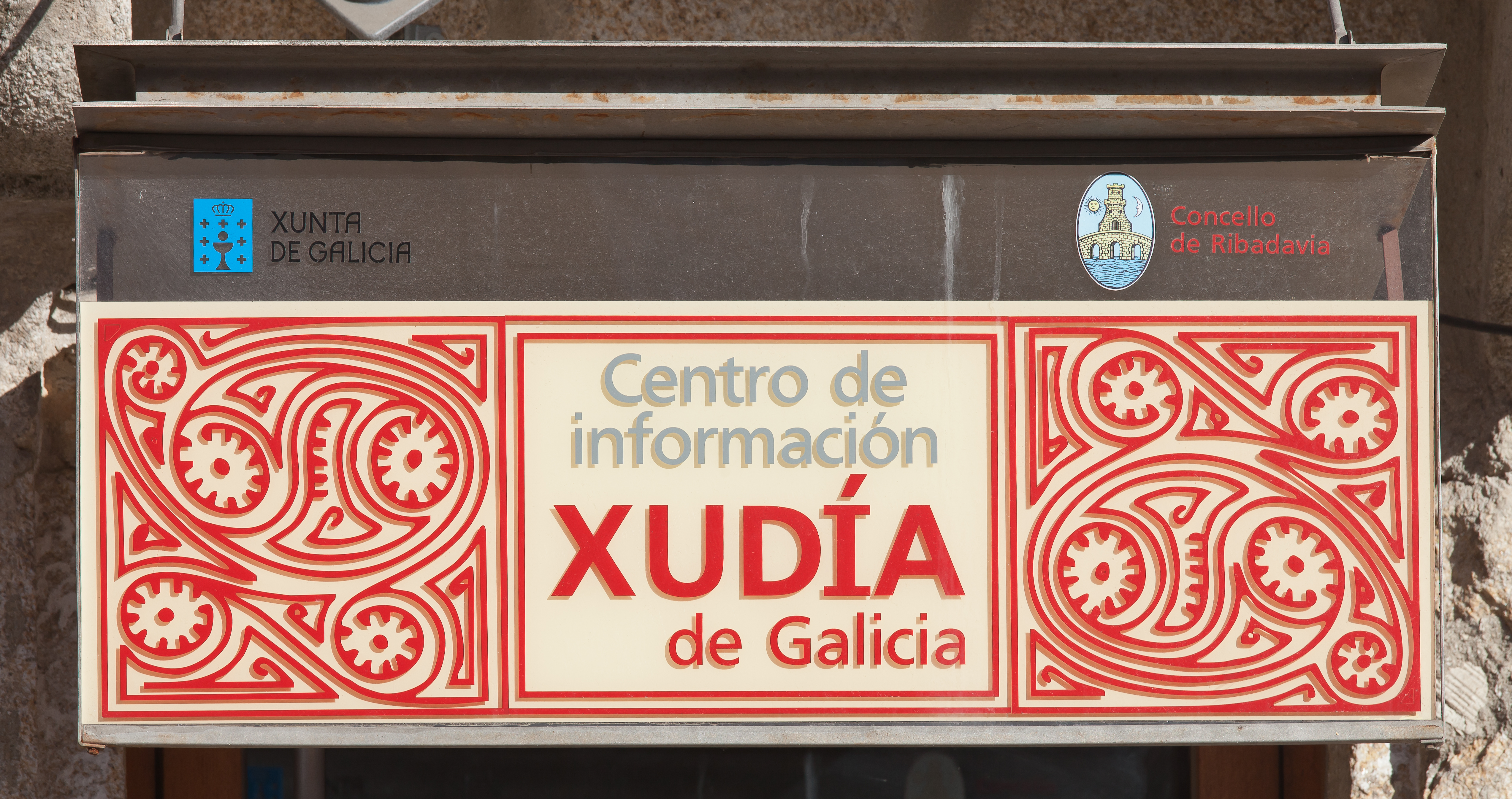
Centre d'information juive de Galice, musée sur l'histoire des juifs en Galice
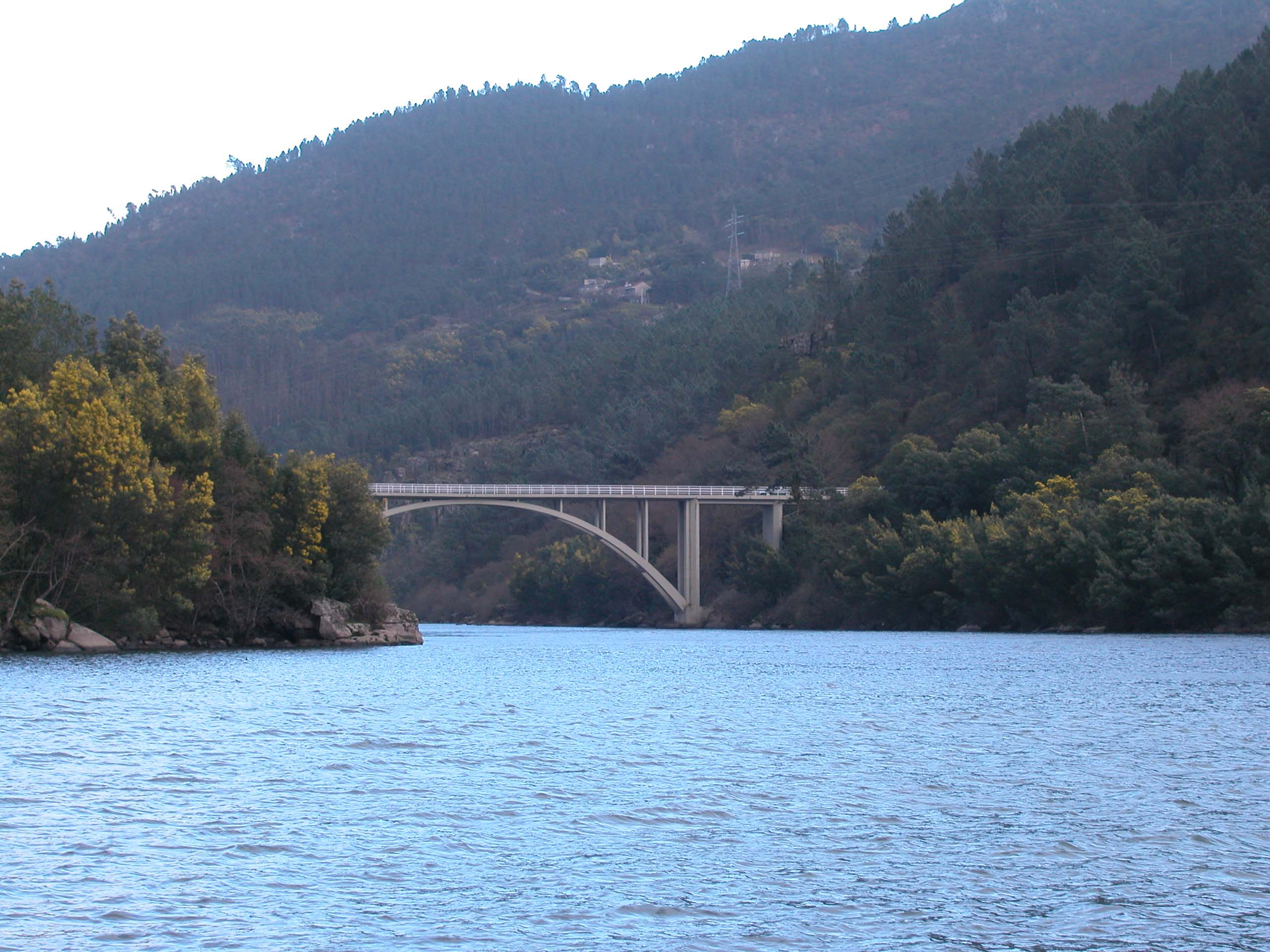
La rivière Avia se jette dans le fleuve Miño
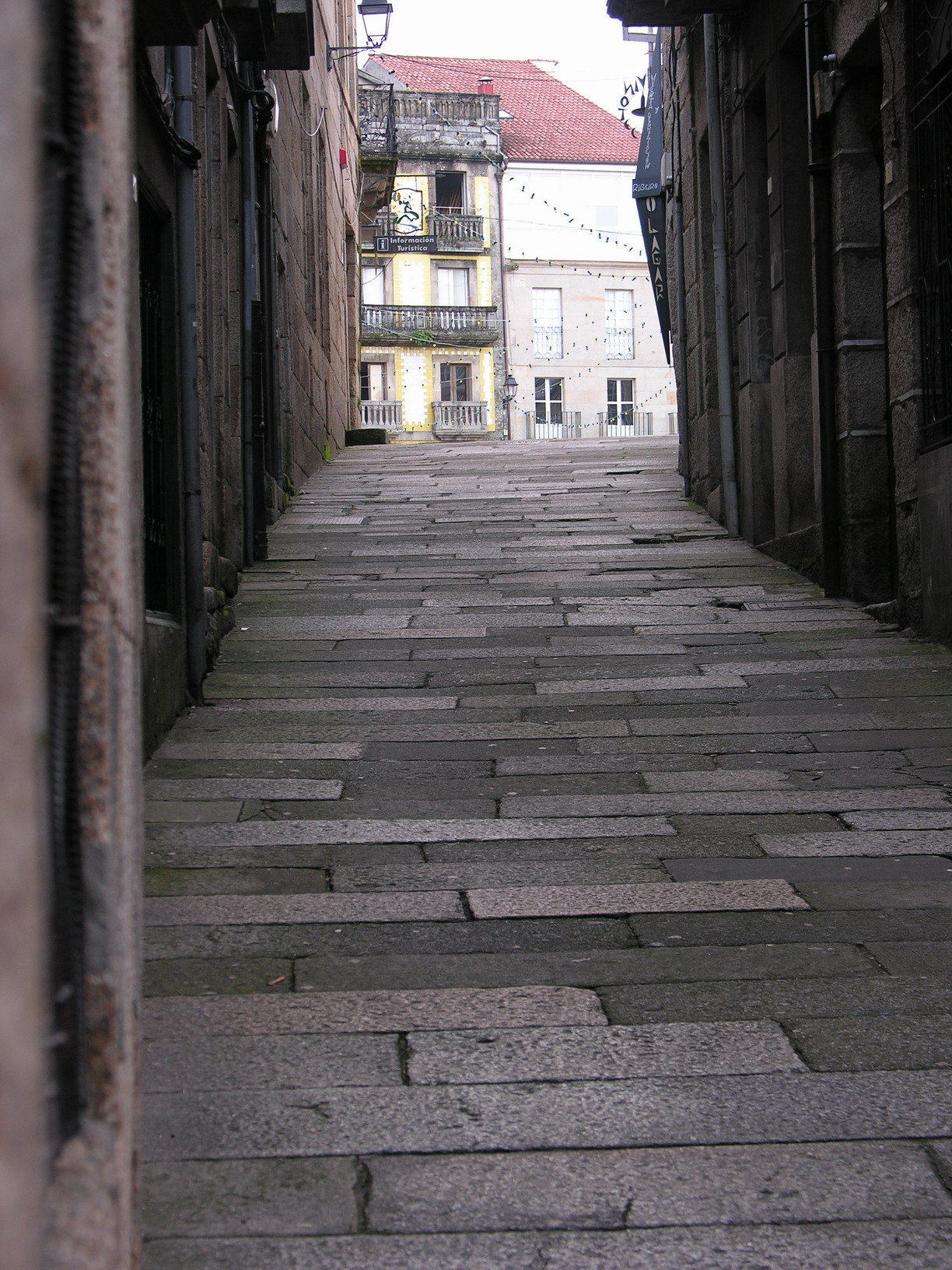
Une ruelle
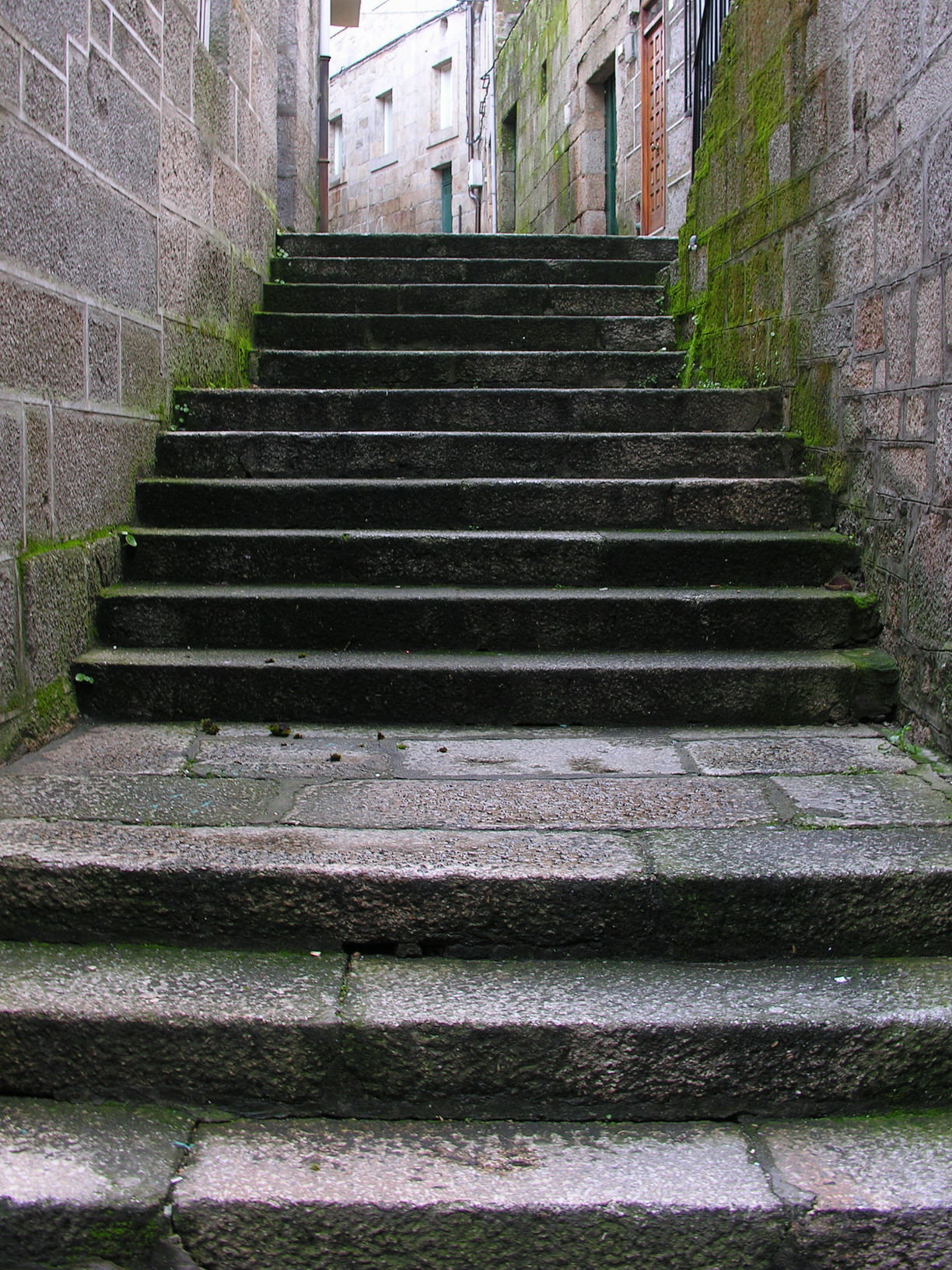
Escaliers dans la ville
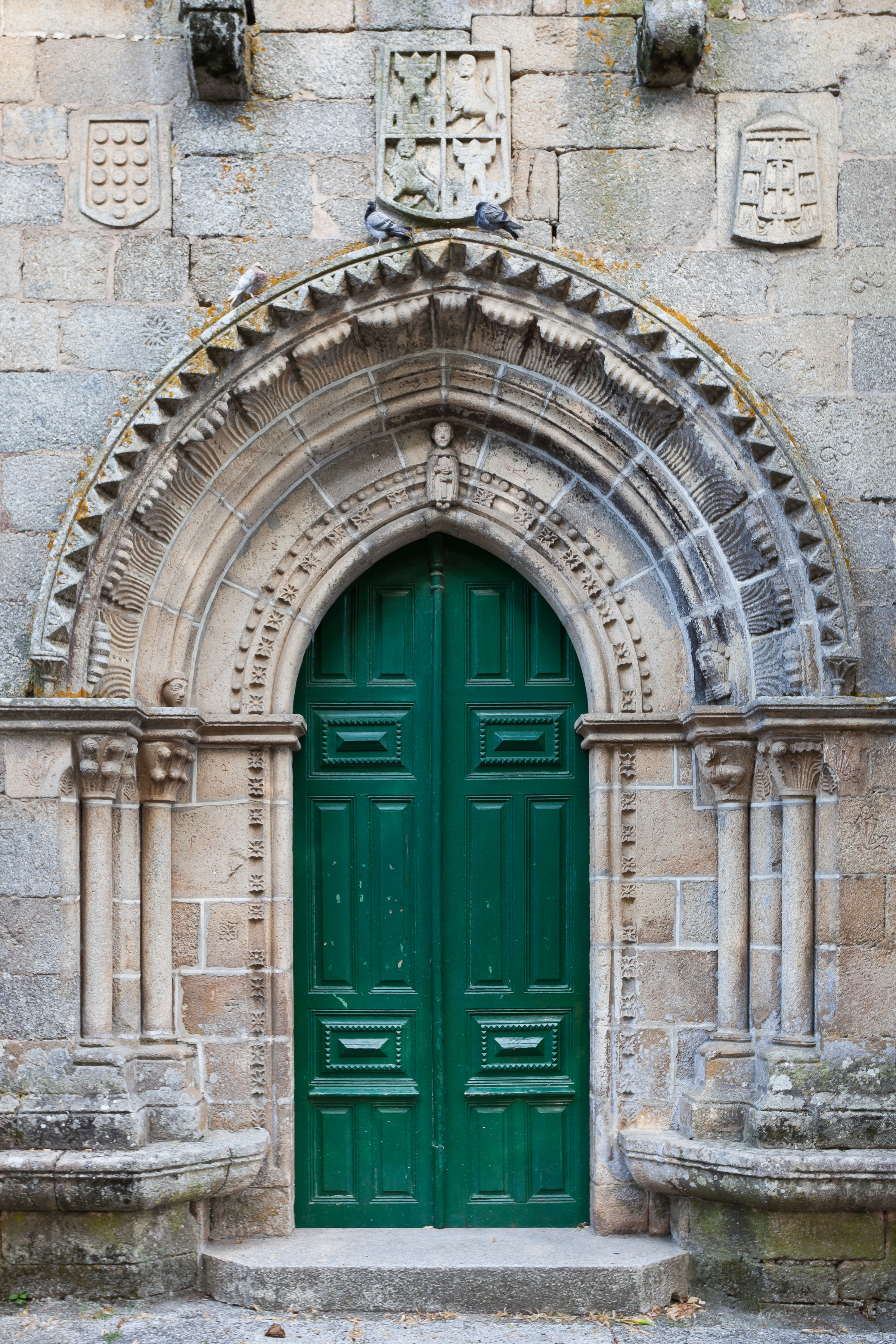
Église de San Domingos (XIIIe-XIVe)
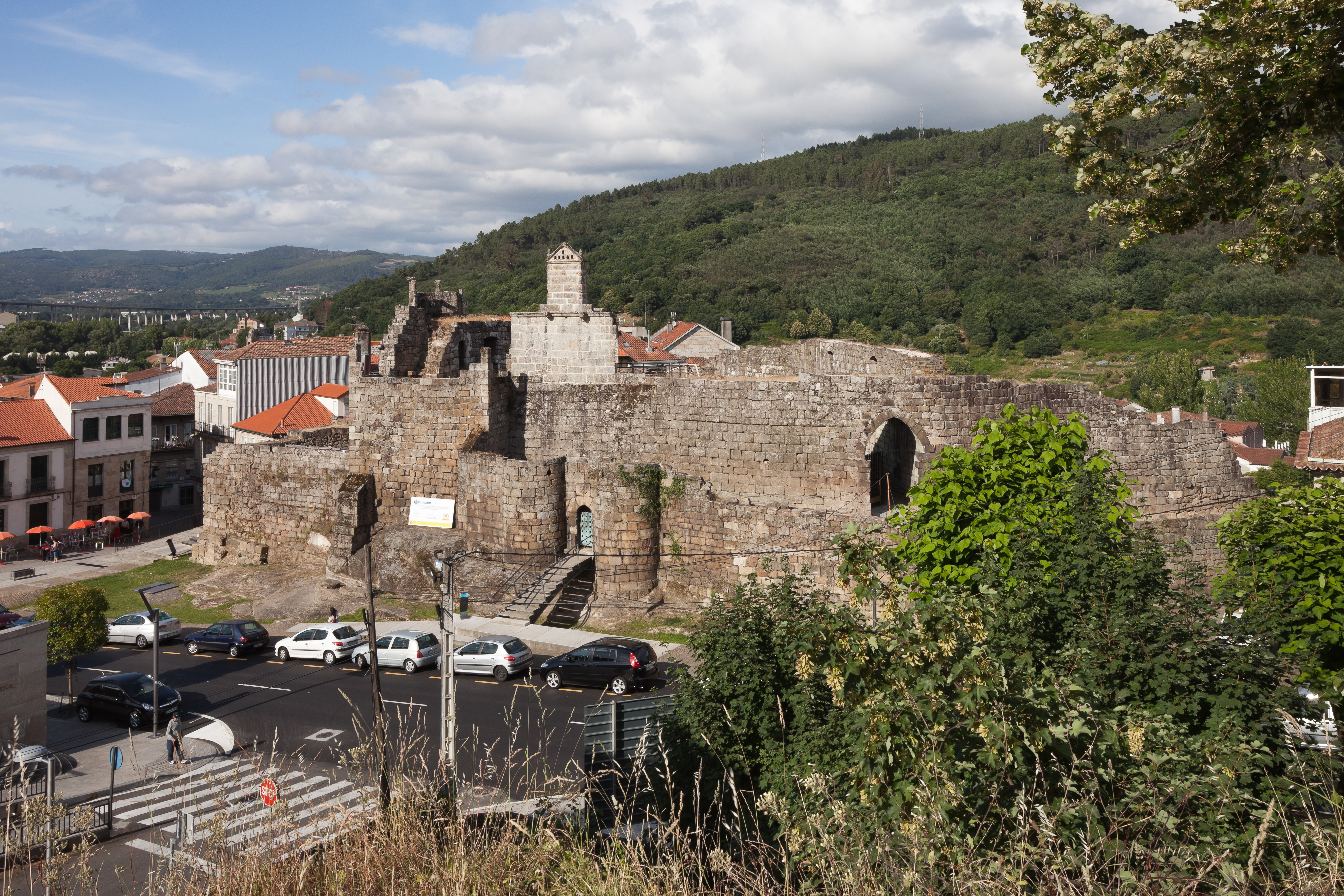
Ruines du château des comtes de Sarmentos
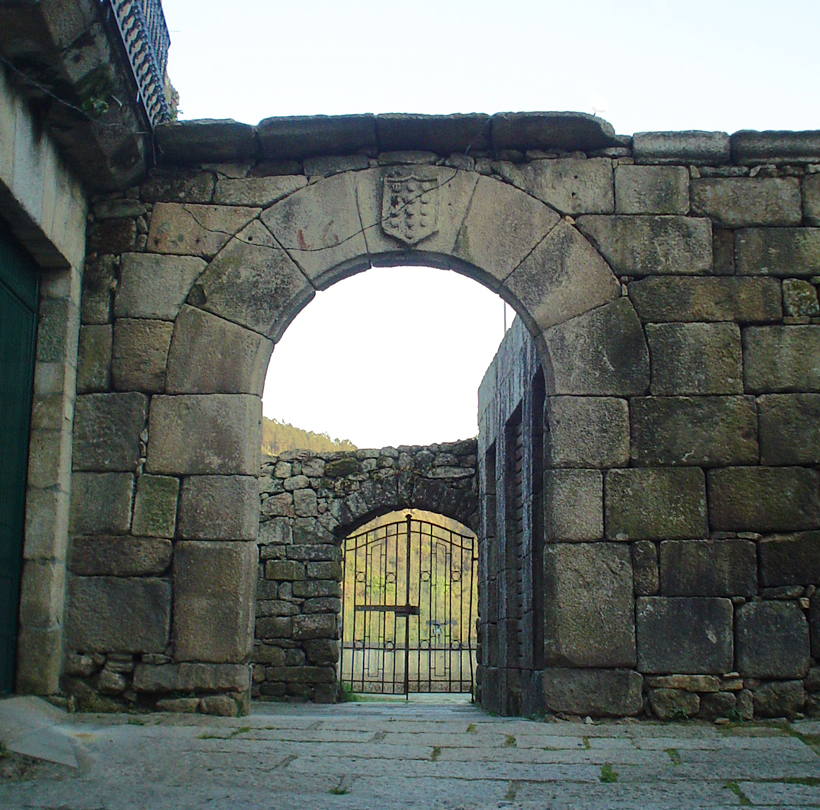
Une des entrées secondaires du château
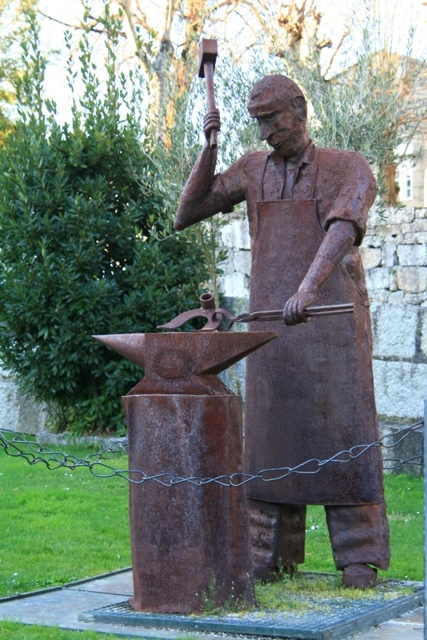
Sculpture de forgeron
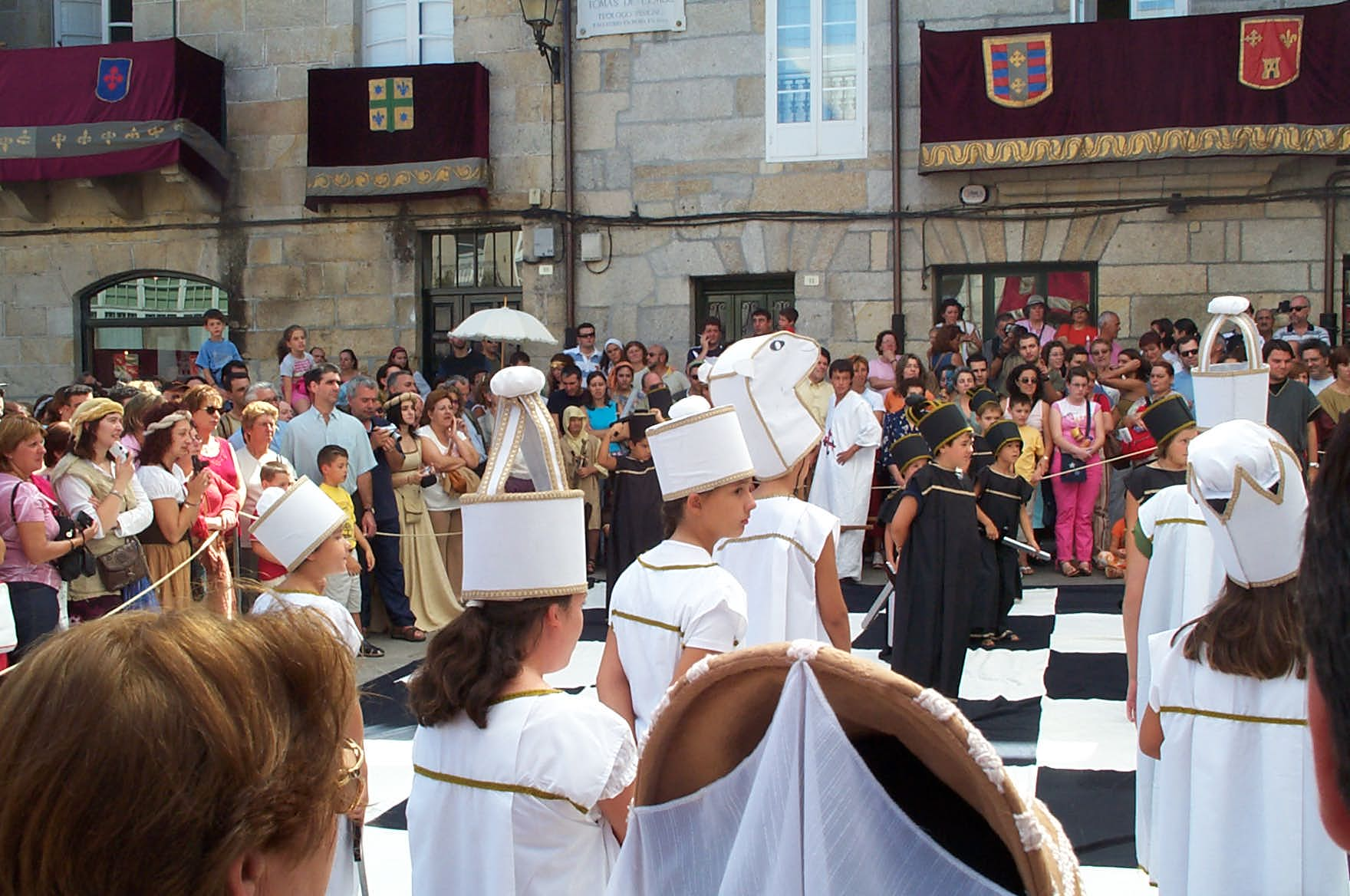
Festa da Istoria : échiquier humain
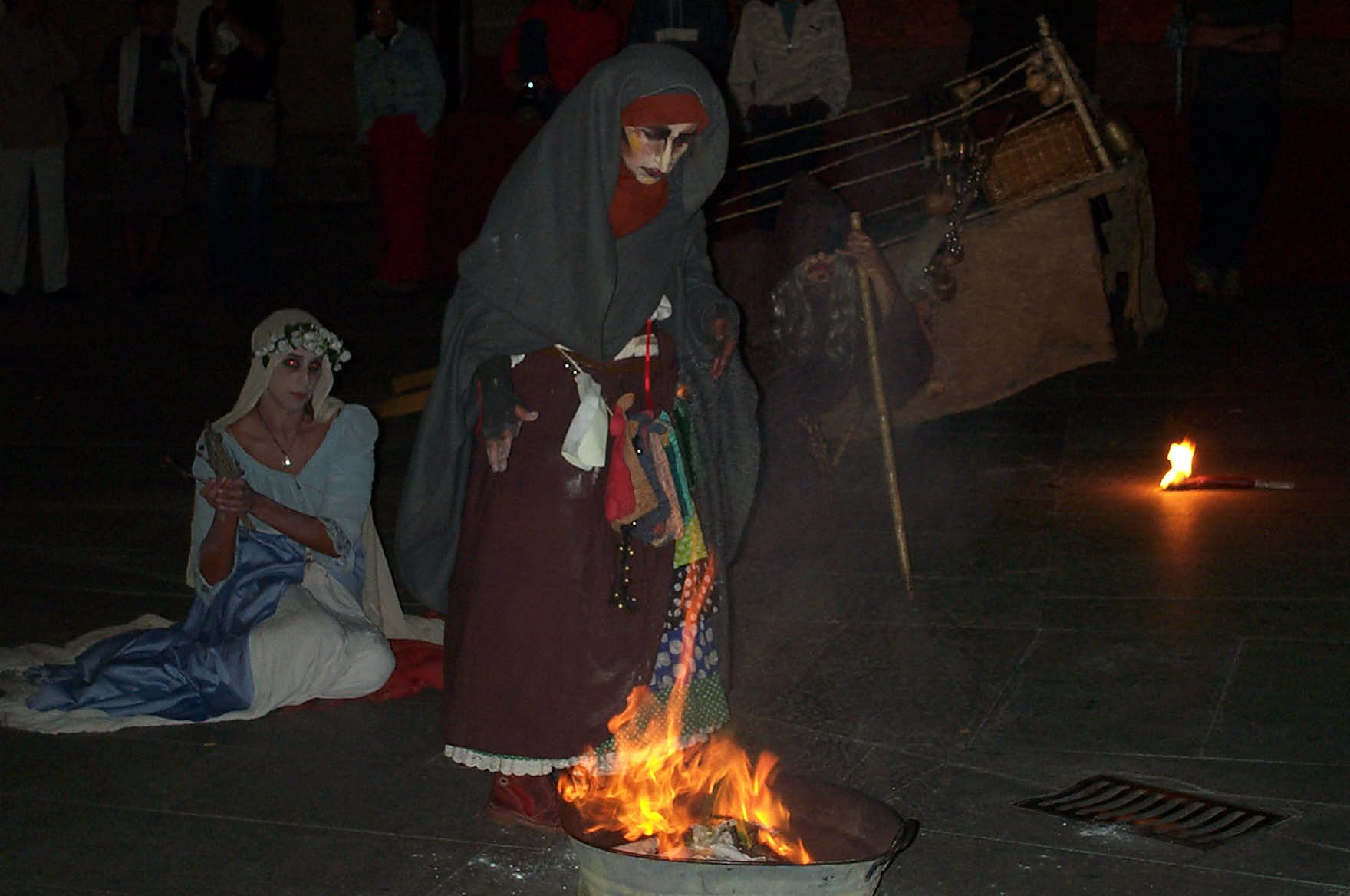
Festa da Istoria : sabbat